# Geysir
Geysir, den store Geysir, er en geotermisk kilde i Haukadalur i det sydvestlige Island og er den ældste gejser.  Den har givet navn til alverdens gejsere.
Geysir blev nævnt første gang 1294, da et jordskælv nedsatte dens geologiske aktivitet. En del år var den aktiv for derefter igen at ligge stille.
Siden et jordskælv i år 2000 er Store Geysir igen i udbrud, men kun et par gange om dagen og kun i op til 10 meters højde i modsætning til før 1294, hvor vandhøjden var på 60 meter.
Hele området i Geysir-nationalparken er geotermisk aktivt, som f.eks gejseren "Strokkur" der er i udbrud hvert femte minut med en 20 m høj vandsøjle.
Det er ikke tilladt at campere i Geysir-området.
64°19′0.05″N 20°17′59.64″V / 64.3166806°N 20.2999000°V